# John H. Mickey
John Hopwood Mickey, född 30 september 1845 i Burlington, Iowa, död 2 juni 1910 i Osceola, Nebraska, var en amerikansk republikansk politiker. Han var Nebraskas guvernör 1903–1907.
Mickey studerade vid Iowa Wesleyan College och deltog i amerikanska inbördeskriget i nordstatsarmén. År 1879 var han med om att grunda Osceolas första bank. Han var ledamot av Nebraskas representanthus 1881–1882.
Mickey efterträdde 1903 Ezra P. Savage som Nebraskas guvernör och efterträddes 1907 av George L. Sheldon.
Mickey avled 1910 och gravsattes på Osceola Cemetery i Osceola.